# Córrego Travessa Grande
Der Córrego Travessa Grande ist ein etwa 21 km langer linker Nebenfluss des Rio Ivaí im Nordwesten des brasilianischen Bundesstaats Paraná.

## Geografie

### Lage
Das Einzugsgebiet des Córrego Travessa Grande befindet sich auf dem Terceiro Planalto Paranaense (Dritte oder Guarapuava-Hochebene von Paraná).

### Verlauf
Sein Quellgebiet liegt auf der Grenze zwischen den Munizipien Rondon und Cidade Gaúcha auf 399 m Meereshöhe etwa 8 km westlich von Rondon der PR-082.
Der Fluss verläuft in nördlicher Richtung. Er markiert auf seinen ersten 10 km die östliche Grenze des Munizips Cidade Gaucha. Die zweite Hälfte seines Laufs fließt er vollständig innerhalb des Munizips Guaporema. Er mündet auf 248 m Höhe von links in den Rio Ivaí. Er ist etwa 21 km lang.

### Munizipien im Einzugsgebiet
Am Córrego Travessa Grande liegen die drei Munizipien Rondon, Cidade Gaúcha und Guaporema.

### Archäologische Fundstätte
An seiner Mündung in den Rio Ivaí liegt die archäologische Fundstätte Sitio José Vieira. Ihre archäologische Untersuchung zeigte, dass es sich um eine Begräbnisstätte aus der Guaraní-Kultur von vor 3.500 Jahren handelte.